# 哀しいよ
『哀しいよ』（かなしいよ）は、松澤由美の10作目のシングル。2001年7月4日にマクセル・イーキューブから発売された。

## 概要
シングル作品としては前作『時空〜ときのそら〜』以来およそ2か月での発表。

## 収録曲
全曲 作曲：KAB.、編曲：十川知司
1. 哀しいよ
作詞：松澤由美、
  - テレビ東京系『ジャンクション』、TOKYO FM系『BEAT CLUB』エンディングテーマ
2. 夕暮れ
作詞：松澤由美
3. 人魚
作詞：KAB.・松澤由美

| スタブアイコン | サブスタブ | この項目は、まだ閲覧者の調べものの参照としては役立たない、シングルに関連した書きかけの項目です。この項目を加筆・訂正などしてくださる協力者を求めています（P:音楽/PJ:楽曲）。 |